# Брошнев
Бро́шнев (укр. Брошнів) — село в Брошнев-Осадской поселковой общине Калушского района Ивано-Франковской области Украины.
Население по переписи 2001 года составляло 1100 человек. Занимает площадь 5,439 км². Почтовый индекс — 77614. Телефонный код — 03474.